# Nino Bertolaia
Nino Bertolaia (Milano, 19 gennaio 1905 – Milano, 1975) è stato uno schermidore e dirigente sportivo italiano, specializzato nella spada. Ha vinto una medaglia d'oro ai Campionati internazionali di scherma.
È stato presidente della Federazione Italiana Scherma dal 1952 al 1959.

## Palmarès
In carriera ha ottenuto i seguenti risultati:

### Mondiali
Individuale
A squadre
- Oro nella spada a Vienna 1931